# Carlos Julio Arosemena Tola
Carlos Julio Arosemena Tola (ur. 12 kwietnia 1888, zm. 20 lutego 1952) – ekwadorski polityk i bankowiec, założyciel Banco de Descuento w Guayaquil, tymczasowy prezydent Ekwadoru w latach 1947-1948.
Urząd prezydenta sprawował również jego syn o tym samym nazwisku.